# Astees
Astees o Asstees (en llatí Assteas o Asteas) va ser un pintor de la Magna Grècia de ceràmica de figures vermelles, el nom del qual es conserva en un objecte descobert a Paestum, avui al Museu de Nàpols. Se'l suposa actiu al segle iv aC.